# Em Beihold
Emily Mahin Em Beihold (Los Angeles, 21 januari 1999) is een Amerikaans singer-songwriter. In 2017 bracht ze haar debuut ep Infrared uit. In 2020 werd ze gespot door het muziekpromotie merk Live2 LCC die ervoor zorgde dat haar muziek verder werd gepromoot. Na een platencontract te hebben getekend bij zowel Republic Records als Moon Projects, bracht Beihold haar debuutsingle Numb Little Bug in 2022 uit, wat ook haar doorbraak betekende. Op 22 juli 2022 bracht ze haar tweede ep Egg in the Backseat uit.

## Biografie

### Jongere jaren
Beihold werd geboren op 21 januari 1999 in Los Angeles.  Haar moeder, Zahra Dowlatabadi, immigreerde van Iran naar de Verenigde Staten tijdens de Iraanse Revolutie in de jaren 70. Op zesjarige leeftijd begon Beihold met pianospelen en op zevenjarige leeftijd met het schrijven van liedjes. Haar eerste nummer was een patriottistisch lied getiteld "America Home".
In 2017 begon Beihold met studeren aan de Universiteit van Californië in San Diego en deed mee aan een schermkampioenschap.

### Carrière
Beihold werd door regisseur Michelle Schumacher gevraagd om een lied te schrijven voor de film I'm Not Here. Ze schreef het nummer Not Who We Were' dat te horen is in de film. Hierna volgden meerdere singles van Beihold, waarvan vooraal City of Angels aandacht kregen op het sociale mediaplatform TikTok. Op 28 mei 2021 bracht Beihold het nummer Groundhog Day uit, dat ook veel populariteit vergaarde op TikTok. Hierna tekende ze een platencontract bij Republic Records, waarop ze haar debuutsingle Numb Little Bug uitbracht. In mei 2022 volgde met Too Precious een nieuwe single. Twee maanden later bracht Beihold haar tweede ep getiteld Egg in the Backseat uit, dat gaat over voor Beihold belangrijke thema's als haar mentale gezondheid en relaties. Op 27 juli 2022 tekende Beihold een platencontract bij Sony Music Publishing.
In 2022 ging Beihold op tour en opende shows voor King Princess, AJR en de Jonas Brothers. Beihold mocht in 2023 het voorprogramma doen van een concert van Lewis Capaldi. In 2024 ging ze op haar Maybe Life Is good Tour, Beihold's eerste tour als hoofdartiest.

## Invloeden
Beihold ziet Queen en Regina Spektor als haar inspiratiebronnen en groeide op met artiesten als Leslie Feist, Fiona Apple, Kate Nash, Sara Bareilles en Lily Allen.

## Discografie

### EP's
| Jaar | Titel               |
| ---- | ------------------- |
| 2017 | Infrared            |
| 2022 | Egg in the Backseat |

### Singles
| Jaar                                    | Titel                                       |
| --------------------------------------- | ------------------------------------------- |
| 2018                                    | Infrared                                    |
| 2019                                    | Blink of an Eye                             |
| 2020                                    | Forgive Yourself                            |
| 2020                                    | City of Angels                              |
| 2020                                    | Painful Truth                               |
| 2021                                    | Drive by Lovers (met Peachy King)           |
| 2021                                    | Nobody Else                                 |
| 2021                                    | Groundhog Day                               |
| 2022                                    |                                             |
| Numb Little Bug                         |                                             |
| Too Precious                            |                                             |
| Until I Found You (met Stephen Sanchez) |                                             |
| 2023                                    | '"Roller Coasters Make Me Sad               |
| 2023                                    | Pedestal                                    |
| 2023                                    | Fantasy (met Lauren Spencer-Smith en Gayle) |
| 2023                                    | Phone (met Meduza en Sam Tompkins)          |
| 2023                                    | House on a Hill (met Eric Nam)              |
| 2024                                    | Maye Life is Good                           |

- International Standard Name Identifier: 0000 0005 0304 6431
- MusicBrainz: 7575e3b8-ba04-4acc-a895-9cc528f86525